# 강혜숙 (1978년)
강혜숙은 대한민국 일러스트레이터이다. 그녀는 데뷔작인 『꼬리야? 꼬리야!』로 2010년 스위스 제네바 어린이가 뽑은 최우수 그림책 상인 Prix P’tits Momes와 2011년 프랑스 북부 지역 도서관이 수여하는 Le Prix Nord Isere를 받았다.  그림책 <쵸가 말한다>는 2015년에  BIB (Biennial of illustration Bastislava) 한국 출품작으로 선정되었다. 대표작으로 <호랑이 생일날이렷다>, <여기가 흥보씨 댁이오>, <일곱 빛깔 요정들의 운동회>, <꼬리야? 꼬리야!>등이 있다.

## 생애
강혜숙은 1978년 서울에서 태어났으며, 2005년 국민대학교 테크노디자인전문대학원에서 스토리텔링 연구로 디자인학 석사학위를 받았다. 단편 애니메이션 시나리오로 준비하던 이야기가 2006년 그림책 <꼬리야? 꼬리야!>로 만들어지면서 그림책 작가로 데뷔하였다. 그녀는 2008년에 출판사 ‘초방책방’에서 수쿠왕자(SUKU)라는 예명으로 그림책을 출간하였고, 그 후는 본명을 쓰고 그림책을 작업한다. 강혜숙은 독특하고 개성 있는 그림을 그려왔고 강렬한 채색과 만다라 양식에서 차용한 상징적인 문양이 섞인 그림을 즐겨 그린다. 2019년 그림책 작가 모임 바캉스 프로젝트를 시작하면서 전래이야기와 민속적 소재를 바탕으로 한 그림책 창작에 힘쓰고 있다. 현재 서울에 거주하며 출간된 그림책을 바탕으로 어린이들에게 스토리텔링 기법을 가르치는 워크숍을 진행하기도 한다.

## 커리어
데뷔작인 <꼬리야? 꼬리야!>로2010년 제네바 어린이가 주는 최우수 그림책상인 Prix P’tits Momes를, 2011년에는 프랑스 북부 지역 도서관이 수여하는 Prix Nord Isere를 수상했다. 2008년 출간된 <수레를 탄 해>는 상연시간 5분, 총 13회 분량의 에니메이션으로 소니뮤직엔터테인먼트에서 제작되어 도쿄 메트로폴리탄 TV에서 방영되기도 했다. 또한 보따리바캉스 등의 전시회에서 작품을 전시하기도 했다. 그녀는 그림책 분야 뿐만 아닌 전시, 영상 등 다양한 방식으로 본인의 이야기를 풀어넣는다. 2019년부터 한국에서 활동중인 그림책 작가 11인으로 구성된 아티스트 북 그룹에서 ‘바캉스 프로젝트’를 진행하고 있으며 예이야기가 담고 있는 새로운 시도를 담은 책들을 만든다. 강혜숙의 대표작으로는 <호랑이 생일날이렷다>, <여기가 흥보씨 댁이오>, <일곱 빛깔 요정들의 운동회>, <꼬리야? 꼬리야!>등이 있다.

## 스타일
강혜숙은 여러 갈래의 이야기를 뒤섞어 하나의 이야기로 구성하는 만나라 스타일의 그림을 많이 그린다. 이에 그녀는 “시간의 주기에 관한 민속이야기”를 주제로 스토리텔링을 만들고, 그에 맞는 비주얼작업을 하던 중 반복과 영원성을 띄고 있는 “만다라” 그림에서 많은 아이디어를 착안하게 되었다고 한다. 강혜숙은 만다라, 상형문자, 동굴벽화, 고대문양 등 상징적이고 오래된 표현양식에서 자신의 이야기를 드럴낼 수 있는 시각적 요소를 찾고 무한하게 변용하여 이야기를 만들고 그림책을 작업한다.

## 활동
- 2023 미래의 작가와 출판사를 위한 코칭 프로그램, WIPO주관, 부탄(Thimphu, Bhutan)
- 2021 보따리바캉스(호랑이 생일날이렷다), 현대어린이책미술관, 판교[4]
- 2020 “우리는 늘 놀고 싶다”(여기가 흥보씨 놀보씨 집이오), 문아리공간5.3, 원주

## 수상
- 2015 BIB (Biennial of illustration Bastislava) 한국출품작 선정, ‘쵸가 말한다’[3]
- 2011 Le Prix Nord Isere 수상, 'Bébé lézard, bébé bizarre'[2]
- 2010 Prix P’tits Mômes 수상, 'Bébé lézard, bébé bizarre'[1]
- 2010 Prix Sorciere / Tout Petit 부문 노미네이트, 'Bébé lézard, bébé bizarre'
- 2009 볼로냐아동도서전 한국 대표 일러스트레이터 선정
- 2009 TOKYO MX TV 애니메이션 제작방송, '車にのった太陽(수레를 탄 해)'
- 2008 CJ그림책상 신간그림책 100선 선정, '수레를 탄 해'

## 작품
- 2023 ‘요즘 토끼 타령’ (주니어김영사) ISBN 978-8934960508
- 2022 ‘저승쾌담집’ (바캉스프로젝트, 흰토끼프레스)
- 2022 ‘악착동자’ (바캉스프로젝트, 흰토끼프레스)
- 2022 ‘호랑이 생일날이렷다’ (우리학교) ISBN 979-1167550347
- 2019 ‘ 여기가 흥보씨 댁이오’ (바캉스프로젝트, 흰토끼프레스)
- 2017 ‘별세계’ (상출판사) ISBN 978-8991126473
- 2017 ‘일곱빛깔 요정들과 까망마녀’ (한울림어린이) ISBN 979-1187517337
- 2015 ‘해와 별과 달이 전하는 마법의 시간’ (한울림어린이) ISBN 978-8958270737
- 2015 ‘쵸가 말한다’ (상출판사) ISBN 978-8991126435
  - 2009 ‘小狐狸說話了’(暖暖書屋), 대만 ISBN 978-9868881433
- 2015 ‘세상에서 가장 나쁜괴물 되기’ (한울림어린이) ISBN 978-8998465407
- 2012 '나는 고양이' (초방책방) ISBN 978-8990614278
- 2012 '네가 해 줘, 캣봇' (푸른숲주니어) ISBN 978-8971849408
- 2008 '크리스마스123' (초방책방) ISBN 978-8990614254
  - 2010 '1,2,3…Noël‘ (MANGO JEUNESSE), 프랑스 ISBN 978-2740427101
- 2008 '수레를 탄 해' (상출판사sang graphic arts) ISBN 978-8991126466
  - 2008 ‘Le Chariot Des Saisons' (Flammarion), 프랑스 ISBN 978-2916899343
- 2006 ‘꼬리야?꼬리야!’ (상출판사sang graphic arts) ISBN 978-8991126084
  - 2013‘Die Kleine Echse Stummelschwanz’ (Marchenwald Verlag Munchen), 독일 ISBN 978-3954240067
  - 2009 'Bébé lézard, bébé bizarre' (RUEDUMONDE), 프랑스 ISBN 978-2355040627

### 협업작품
- 2020 ‘참견백단 야옹이의 슬기로운 걱정 사전’ (사계절), 김선희(글) ISBN 979-1160946840
- 2019 ‘달려라, 민주운동회 1번주자 김근태’ (사계절), 김은식(글) ISBN 979-1160945218
- 2019 ‘난중일기, 백전백승 이순신의 임진왜란 기록’ (사계절), 김대현(글) ISBN 979-1160944686
- 2019 ‘이식쿨 호수의 술루우수우’(광주아시아문화원), 알틴 카팔로바(글) ISBN 979-1196399559
- 2018 ‘내 방에 코끼리 똥이 있어요’ 외 2권 (한울림어린이),이대형(글) ISBN 979-1187517399
- 2016 ‘오냐나무’ (웜홀출판사), 이효담(글) ISBN 979-1195496136
- 2014 '쓰레기 행성을 구하라' (푸른숲주니어), 선자은(글) ISBN 979-1156750024
- 2011 '아홉 형제 용이 나가신다' (파란자전거), 배유안(글) ISBN 978-8994258263
- 2009 '개와 고양이' (사파리), 박영만(원저), 이붕(편) ISBN 978-8962242249